# Fontès
Fontès é uma comuna francesa na região administrativa de Occitânia, no departamento de Hérault. Estende-se por uma área de 17,7 km². Em 2010 a comuna tinha 1 058 habitantes (densidade: 59,8 hab./km²).